# Berkeley Springs
Berkeley Springs är administrativ huvudort i Morgan County i West Virginia i USA. Orten har fått sitt namn efter kolonialguvernören Norborne Berkeley. Enligt 2010 års folkräkning hade Berkeley Springs 624 invånare. Ortens ursprungliga namn är Bath även om det oftast använda namnet i dag är Berkeley Springs.